# Українсько-вірменські відносини
Українсько-вірменські відносини — двосторонні дипломатичні відносини між Республікою Вірменія та Україною, які були встановлені 25 грудня 1991 року. Після розпаду Російської імперії новостворені Українська Народна Республіка та Перша Республіка Вірменія започаткували дипломатичні відносини у 1918 році, однак історія відносин вірменського та українського народів бере свій початок ще з часів Київської Русі. Більше того, перші зв'язки вірмен з Кримом відомі з часів вірменського царя Тиграна Великого Мітридата Понтійського (II-I ст. до н.е.), що зокрема сприяло розвитку українсько-вірменських відносин.
До 1991 року обидві країни були союзними республіками у складі СРСР. Сьогодні країни є членами таких організацій як: Світова організація торгівлі, Організація з безпеки і співробітництва в Європі, є повноправними членами Організації Об'єднаних Націй, а також беруть участь у проекті «Східне партнерство» від Європейського Союзу.

## Історія

### Період Визвольних змагань 1917-1921 років
В цей період існували міждержавні відносини Української Народної Республіки і Української Держави з Першою Республікою Вірменія. Налагодження відносин з країнами, що постали на територіях, які відокремились від Імперської Росії у 1917 році, було важливим напрямком зовнішньополітичної діяльності Уряду УНР та Української Держави. Зокрема Уряд Скоропадського розвивав дипломатичні стосунки з Першою Республікою Вірменія і надавав їй підтримку в міру своїх можливостей, адже агресія Османської Імперії навесні 1918 р. прискорила процес налагодження дипломатичних зв’язків з вірменською державою, яка вбачала в Україні підтримку.
7 січня 1918 року у Києві було організовано Комісаріат вірменських справ на чолі з капітаном Ашотом Тонієв-Тоніянцем (офіційно — Вірменський тимчасовий комісар України, Молдавії та Криму). До складу комісаріату увійшли полковник Михаїл Христофорович Ломідзе, підполковник Макар Богданович Попов, капітан Ашот Миколайович Тонієв-Тонянц, начальник штабу Олександр Ісаєвич Тер-Даніелянц, Ніколай Айрапетович Константинянц. Завдання Вірменського військового комісаріату України окреслювалися як взаємодія з українською владою і захист прав та інтересів всіх військовиків вірмен; виокремлення таких осіб з усіх частин, установ, закладів фронтів і губерній УНР, Бессарабської і Кримської республік; формування вірменської міліції з вірмен призовного віку і переправлення цієї міліції та вірмен військовиків на Закавказзя. Підпорядковувався комісаріат Центральній вірменській національній раді та Вірменському військовому верховному комісару.
Для досягнення порозуміння між українцями та вірменами було утворено комісію: Ф. Колос (Військове міністерство УНР), В. Дьяконенко (Міністерство закордонних справ УНР), М. Ломідзе (Вірменська військова секція), В. Гаспарян (Центральний вірменський комітет в Україні), А. Тонієв-Тоніянц (Вірменський комісар) та Я. Акуліяна (представник вірменського верховного комісара). 13 січня 1918 р. ця комісія схвалила проект угоди Уряду Української Народної Республіки з Вірменським військовим комісаріатом України. Документ стосувався організації в Україні загонів вірменської Народної Національної міліції і переправлення на Кавказ цих кадрів, а також вірмен-військових, які перебували на території України та на Українському фронті. Згідно з угодою Вірменський військовий комісаріат визнавався «повноправним органом Вірменської Національної Ради» — аналога Української Центральної Ради. В цілому угода була паритетною щодо перебування українців на території Вірменії та Кавказького фронту. Всі права та умови перебування українців на Закавказзі мали бути аналогічними. Український уряд погодив розширені повноваження комісаріату як представництва, що захищає інтереси вірменського народу й має право на контакти з українським урядом та дипломатичними і національними представниками в Україні.
Закавказький український комісар у Тифлісі Григорій Хименко 22 травня 1918 р. уповноважив голову ради Єреванського товариства «Просвіта» Володимира Гірченка бути його представником у вірменській столиці й «захищати інтереси проживаючих у Вірменії громадян Української Народної Республіки». З початку Першої світової війни В. Гірченко служив прокурором Єреванського окружного суду й тому добре був знайомий з особливостями Кавказького регіону.
На початку червня 1918 року вірменського представника М.Х. Ломідзе прийняв міністр закордонних справ Української держави Д.І. Дорошенко. Результатом зустрічі стало визнання легітимності національних посвідчень, які видавав Вірменського військового комісаріату України співгромадянам.
11 липня 1918 року функції комісаріату було розширено з перейменуванням на Комісаріат Вірменії при Уряді Української Держави. При цьому склад колегії не змінився. З середини липня 1918 року вірменський уряд діяв у новій столиці Єревані на чолі з міністром-головою Ованесом Каджазнуні, а 1 серпня 1918 року відбулося відкриття Парламенту Демократичної Республіки Вірменія. В церемонії взяли участь представники Німеччини, Австро-Угорщини, Туреччини, Персії і Української Держави.
15 серпня 1918 року до зовнішньополітичного відомства Української Держави потрапив лист інспектора-організатора складів мінеральних вод півдня Росії Ованеса Арутюнянца, в якому викладався детальний план організації торгівлі мінеральними водами в Україні, поданий ще до Генерального Секретаріату внутрішніх справ Центральної Ради. Експертний висновок, зроблений начальником відділу торгового представництва та економічно-міжнародного зближення за кордоном Міністерства торгівлі, підтверджував інтерес пропозиції для Української Держави, оскільки Україна досі не мала власних джерел мінеральних вод, тому вона імпортувала їх з Кавказу, Австро-Угорщини і Німеччини. Вказувалося також, що пропозиція О. Арутюнянца може реалізовуватися за умови, що торгівля буде монополізована Українською Державою.
Важливе завдання Комісаріату Вірменії при Уряді Української Держави полягало в організації визнання Українською Державою незалежності Вірменії. З цією метою його мала замінити дипломатична місія. Вірменському військовому комісаріату делегувалися лише неполітичні функції: «обслуговування потреб місцевих вірменів» та організація торговельних зносин. 11 вересня 1918 року вірменська мирна делегація в складі Аветіса Агароняна, голови Вірменської Національної Ради; Александра Хатісова, міністра закордонних справ Вірменської Республіки, Михайла Пападжанова, члена мирової делегації відвідали Посольство Української Держави в Туреччині, розповіли про становище Республіки Вірменія і повідомили, що мають інструкції увійти в зносини з українським урядом щодо визнання Україною незалежності Вірменії, скерування до Єревану українського дипломатичного представника та сприяння України у визнанні російським урядом незалежності Вірменії.
2 жовтня 1918 року вірменські представники подали до МЗС Української Держави проект угоди між українською стороною та Вірменським комісаром. Він містив основні вимоги до умов діяльності вірменського військового комісаріату в Києві як офіційного представника Вірменії. Перша та друга статті угоди вимагали офіційного визнання повноважень Вірменського комісара в Україні з відповідним оголошенням у друкованому органі державного рівня та дорученням всім керівним особам і державним установам надавати сприяння комісаріату як представникові інтересів вірменського народу. Майно громадян Вірменії на території України оголошувалося таким, що не підлягає конфіскації, реквізиції і експропріації. Арешти вірменських громадян вимагалося здійснювати лише в присутності комісара. Він видавав посвідчення, що давали право на проживання на території України і зберігання зброї.
Уродженцю Тифліса, члену партії Дашнакцутюн, доктору права Григорію Сергійовичу Дзамоєву (Замоєв, Дзамоян) доручалися обов’язки дипломатичного представника Уряду Вірменської республіки при Уряді Української Держави від 22 жовтня 1918 року. Через проблеми із продовольством у Вірменії вірменський представник просив дозволити закупити і доправити у Вірменію через порт Поті для вірменського населення борошно у кількості 3 млн. пудів за твердими цінами з правом вивезення впродовж 5-6 місяців.
26 липня 1918 року було надано й офіційне посвідчення з правом безпосередніх контактів з урядом Демократичної Республіки Вірменія. Уряд Вірменії визнав повноваження Гірченка і запросив на відкриття Парламенту. Під час урочистостей В.П. Гірченко сидів у дипломатичній ложі разом із представниками Німеччини, Австрії, Туреччини, Персії.
Зі свого боку Г. Дзамоєв звітувався перед вірменським керівництвом про те, що український уряд ставиться до інтересів Вірменії дуже уважно. Відтак він сподівався отримати борошно і цукор за готівковий розрахунок, пропонуючи взамін фруктові консерви, сухофрукти, вино. Тим самим вірменський представник намагався зробити перші кроки в організації економічних контактів, розпочав переговори про поштове сполучення. Вірчу грамоту міністру закордонних справ Української Держави Георгію Афанасьєву Георгій Дзамоєв вручив вже після початку антигетьманського повстання 19 листопада 1918 року. Свою офіційну діяльність вірменський представник розпочав із захисту прав співвітчизників. Більше того, до завершення доби гетьманату вірменський представник встиг отримати дозвіл на закупівлю 50 000 пудів борошна і 10 000 пудів цукру.
Таким чином, широко розгорнути плідну діяльність вірменському представництву в Києві під час існування Української Держави не вдалося, однак порозуміння на державному рівні було знайдено. Офіційна діяльність Григорія Дзамоєва після вручення вірчої грамоти тривала менше місяця (листопад-грудень 1918 року). Захистом вірменських громадян, допомогою військово-полоненим та сприянням вирішенню питань, пов’язаних із організацією торгівлі вірменськими товарами та закупівлею українського продовольства для Вірменії за доби Гетьманату опікувалося інше вірменське представництво — Вірменський військовий комісаріат, створений ще в Українській Народній Республіці. Комісаріату вдалося заснувати свої представництва в Херсоні та Харкові. Створення дипломатичного представництва в Українській Державі для Республіки Вірменія мало надзвичайно важливе значення не лише з огляду на потребу захисту інтересів вірменських громадян, організацію допомоги продуктами харчування, а й з огляду на необхідність політичної підтримки в боротьбі за державну територію, анексовану Туреччиною. Помітний внесок у організацію роботи вірменських представництв у Києві зробили Михаїл Ломідзе, Макар Попов, Ашот Тонієв-Тонянц, Георгій Дзамоєв.

### Відносини України та Республіки Вірменія після 1991 року
18 грудня 1991 року Вірменія визнала незалежність України.
Посольство Вірменії було відкрито у січні 1993 року. З 1 червня 2021 року послом Республіки Вірменія в Україні є Володимир Карапетян. Українське посольство в Єревані діє з вересня 1996 року. Тимчасово Повіреним у справах України в Республіці Вірменія є Денис Автономов.
Документом, що заклав основи двосторонніх відносин, є підписаний 14 травня 1996 року Договір про дружбу і співробітництво між Україною і Республікою Вірменія. У червні 1997 року з офіційним візитом Україну відвідав перший Президент Вірменії Левон Тер-Петросян. У березні 2001 року Україну відвідав другий Президент Вірменії Роберт Кочарян. Офіційний і робочий візити третього Президента Вірменії Сержа Саргсяна відбулись у липні 2011 і липні 2012 років. Другий Президент України Леонід Кучма відвідав Вірменію з офіційними візитами у травні 1996 року і жовтні 2002 року. Договірно-правова база відносин складається з 80 документів, що регулюють співробітництво в різних сферах і на різних, в тому числі і регіональних рівнях.
Під час голосування щодо Резолюції Генеральної Асамблеї ООН 62/243, яка була прийнята 14 березня 2008 року через військові зіткнення у Мардакерті, НКР 4 березня 2008 року, Україна проголосувала проти Вірменії. У 2014 році Вірменія проголосувала проти прийняття резолюції щодо незаконності проведеного у Криму референдуму. Надалі, Вірменія зайняла нейтральну позицію щодо питань україно-російського конфлікту.
Під час загострень між Азербайджаном та Вірменією в липні 2020 року Україна виразила проазербайджанську позицію, висловлюючи підтримку «територіальної цілісності Азербайджану», хоча військові дії не відбувалися на території Нагірного Карабаху та не були пов’язані із територіальними спорами між Вірменією та Азербайджаном.
Як зазначають ряд експертів та аналітиків, протиріччя та перепони у розвитку двосторонніх відносин між Україною та Республікою Вірменія, які історично входили у склад Російської Імперії та СРСР, пов’язані з геополітичними становищами двох держав, а також окремими військовими конфліктами, в які залучені дві держави.

За словами народного депутата України Сергія Висоцького, воєнний конфлікт в Нагірному Карабасі вигідний Російській Федерації для збереження впливу над регіоном. Головними причинами карабахського конфлікту Сергій Висоцький вважає політику СРСР з приєднанням територій зі змішаним населенням у національні республіки, наводячи приклад приєднання Нагірно-Карабаської автономної області (НКАО) з переважно вірменським населенням до Азербайджанської РСР:
«Така інкорпорація різноетнічних територій в одній союзній республіці, проводилася у період Сталіна й унеможливлювала виникнення на їхніх теренах національних рухів за незалежність. Фактично це заклало «бомби» уповільненої дії. Саме так виникла «карабахська бомба», коли етнічна за складом територія у 1921 році була включена до Азербайджанської РСР і сьогодні є міжнародно визнаною територією Азербайджану. Ця «бомба» спрацювала наприкінці 80-х років, на етапі розпаду СРСР. Москва зіграла дуже вирішальну роль у початку першої карабахської війни: Кремль провокував цей конфлікт як зі сторони Азербайджану, на який він тоді мав потужний вплив, так і з боку Вірменії, яка була і залишається державою-сателітом Росії через тісні економічні та військові зв’язки».
Згідно із словами Сергія Висоцького, Росія використовує усі локальні конфлікти на теренах колишнього СРСР для досягнення низки ключових цілей:
«По-перше, таким чином Москва ставить країни у залежність від своєї позиції арбітра і партнера-миротворця. В контексті суто карабахського конфлікту, Кремль намагається поставити Вірменію у залежність від своєї допомоги, зокрема військової, оскільки країна є членом ОДКБ і на її території розміщена російська військова база. І по-друге, Росія використовує такі локальні конфлікти для блокування сталого розвитку країн пострадянського простору. Проблема Нагірного Карабаху заважає як розвитку Азербайджану та його продуктивним міжнародним відносинам, так і розвитку Вірменії, як держави, яка могла б зіграти досить відчутну роль у регіоні, але зараз виступає фактично в ролі сателіта Росії, бо сподівається на допомогу Москви у вирішенні карабахського конфлікту. Тож доки зберігається сама імперська сутність Росії, цей імперський центр, Москва буде використовувати усі локальні конфлікти на пострадянському просторі для впливу і просування своєї позиції. Це ми спостерігаємо в Нагірному Карабасі, у Придністров’ї та в Україні – у вигляді нинішньої війни на Донбасі».
Як зазначив експерт Вірменського інституту міжнародних відносин і безпеки Рубен Меграбян у інтерв’ю інтернет-ЗМІ Європейська правда, вірмено-українські відносини стали жертвою відносин Вірменії та Росії в тому вигляді, в якому вони були. А ще точніше – в тому вигляді, в якому Москва хотіла, щоб вони були. Поточний стан вірмено-українських відносин експерт охарактеризував так:
«Зрештою, Україна – дуже важлива для Вірменії країна. Це країна, четверта в світі за чисельністю вірменської громади. Це країна, яка за своїми масштабами є першою у Східному партнерстві, і вона масштабніша, ніж усі інші п'ять разом узяті. Україна – потенційно дуже важливий ринок для вірменської економіки. Як і Вірменія – дуже важливий вихід на південь для України. До речі, я в Єревані бачу дуже багато українських фур, що прямують до іранського кордону. Власне, це потрібно нарощувати і розвивати. Зараз у найвіддаленіших вірменських селах у сільмагах є українські товари. Це говорить про те, що наші бізнесмени розумніші за наших політиків».
Щодо питання україно-російських відносин Рубен Меграбян висловив наступне:
«Є болюче для Києва питання голосування Вірменії на міжнародних майданчиках в унісон з РФ. І це питання ми повинні вирішити. У нас є позитивний досвід взаємодії з Грузією – з чутливих одне для одного питань ми просто не голосуємо. Я не бачу жодних причин, чому Вірменія і Україна не можуть домовитися про те саме. І також я можу запевнити, що Вірменія ніколи не піде на визнання Криму російським, а також на легалізацію донбаських бандитських формувань. З останніми Вірменія не підтримувала ніяких відносин, навіть ще за (попереднього президента) Сержа Саргсяна – навіть під дуже сильним тиском з боку РФ. Ми чудово розуміємо, з якою фактурою ми можемо мати справу. І тому ми навіть тоді на це не пішли, і тим більше не підемо зараз».
Щодо стану відносин України і Вірменії висловив думку політичний консультант, директор Фонду дослідження Вірменії Сурен Петросян:
«Визнаю, що багато політиків в Україні дарма втручалися в кейс протистояння Вірменії з Азербайджаном, намагаючись підіграти офіційному Баку. Такі обставини вплинули на погіршення двосторонніх відносин. Проте, вважаю, що в уряді Вірменії раціонально ставляться до існуючої ситуації, а в Офісі Президента не нехтуватимуть конструктивним діалогом з Єреваном. Вірменська сторона завжди прислухалася до позиції діаспори в Україні, а ми виступаємо з позицій дружби та братерства. Я і моя команда відстоюємо необхідність визнання Вірменією Голодомору геноцидом українського народу і направляли відповідний лист до Нікола Пашиняна».
За словами Сурена Петросяна, вірмени України докладають усіх зусиль, щоб підтримати ЗСУ у війні проти ворога. Експерт сподівається, що коли усе закінчиться перемогою України, вірменська діаспора ще більше консолідується та сприятиме покращенню відносин між Києвом і Єреваном

### Позиція Республіки Вірменія у питанні українсько-російської війни
23 лютого 2022 року МЗС Республіки Вірменія щодо питання різкого погіршення українсько-російських відносин виступив проти ескалації конфлікту, наголосивши, що проблеми, які існують між двома державами, повинні бути вирішені шляхом дипломатичного діалогу та переговорів на основі норм і принципів міжнародного права та Статуту ООН.
Республіка Вірменія зайняла нейтральну позицію під час голосування щодо Резолюції Генеральної Асамблеї ООН ES‑11/1, у якій висловлювався жаль з приводу російського вторгнення в Україну, висунута вимога повного виведення російських військ і скасування рішення про визнання самопроголошених Донецької та Луганської народних республік.

### Співробітництво України та Вірменії в рамках ЄС
Одним з елементів розвитку українсько-вірменських відносин є спільна участь у проекті «Східне партнерство» для зміцнення інтеграційних зв’язків країн із Європейським Союзом. Згідно з «Резолюцією про майбутнє Стратегії Тріо Плюс 2030: побудова майбутнього Східного партнерства» (Resolution on the future of the Trio Plus Strategy 2030: building a future of Eastern Partnership) від 09.12.2019, ухваленої Парламентською асамблеєю Євронест, було введено термін «Тріо + 1», що представляє три угоди про асоціацію, укладені з Грузією, Молдовою та Україною, а також CEPA, утворену з Вірменією. Резолюція закликає сприяти подальшим інтеграційним зусиллям між ЄС та групою «Тріо + 1» протягом наступного десятиліття.

## Економічне співробітництво
Основні принципи взаємодії України та Республіки Вірменія у економічній та торговій сферах були окреслені у Договорі про дружбу та співробітництво між Україною та Республікою Вірменія, який набрав чинності 26 травня 1997 року. Договір між Україною та Республікою Вірменія про економічне співробітництво на 2001–2010 роки, ратифікований 15 листопада 2001 року, визначав напрямки формування та розвитку загального економічного простору, створення сприятливих умов для узгодження основних напрямків соціально-економічних перетворень, зближення нормативно-правової бази у галузі зовнішньоекономічної  діяльності, митно-тарифної і податкової політики, антимонопольного регулювання; формування окремих проектів і програм, сприяння розвитку кооперації, створенню спільних виробничих структур, взаємній участі у приватизації, в інвестиційних проектах згідно з національним законодавством.
На сьогоднішній день Україна та Республіка Вірменія співпрацюють у рамках «Спільної міжурядової українсько-вірменської комісії з питань економічного співробітництва», метою якої є розвиток між двома державами торгових відносин, промисловості, сільського господарства, інвестиційної та інноваційної діяльності, реалізація спільних проектів та інвестицій у гуманітарну сферу медичного, освітнього, соціального спрямування.
У рамках 8-го засідання Спільної міжурядової українсько-вірменської комісії з питань економічного співробітництва 14 вересня 2021 року відбулася двостороння зустріч заступника Міністра енергетики України з питань європейської інтеграції Ярослава Демченкова та заступника Міністра енергетичних інфраструктур та природних ресурсів Республіки Вірменія Акопа Варданяна. Було визначено, що потенційними проектами співпраці є участь українських підприємств у будівництві, ремонті та модернізації електростанцій Республіки Вірменія. Зокрема, Вірменія зацікавлена в досвіді України щодо забезпечення безпечної довгострокової експлуатації атомних електростанцій та проведення модернізаційних заходів для підвищення рівня безпеки на атомних електростанціях. Сторони також домовилися розглянути можливість розвитку співробітництва та реалізації проектів у сфері проектування, модернізації, реконструкції та ремонту енергетичного обладнання для вірменських електростанцій.
На 8-ому засіданні Спільної міжурядової українсько-вірменської комісії з питань економічного співробітництва 14 вересня 2021 року заступник Міністра освіти і науки України з питань європейської інтеграції Олексій Шкуратов зазначив, що головне завдання сьогодні – це активізація академічних обмінів студентами і викладачами закладів вищої освіти України та Республіки Вірменія. А також – забезпечення обміном інформацією про реформи й нові підходи в освітній і науковій сферах обох країн, розвиток шляхів активізації науково-технічного співробітництва на міжурядовому рівні.
Поглиблення співробітництва у агропромисловому секторі стоїть на порядку денному двосторонніх відносин між Україною та Республікою Вірменія. Зокрема за січень-серпень 2021 року двостороння торгівля аграрною продукцією між Україною та Вірменією становила $51,5 млн, що на 3% більше, ніж за аналогічний період минулого року. Зокрема, український експорт становив $41,6 млн. В результаті зустрічі 1 листопада 2021 року заступника Міністра економіки – Торгового представника України Тараса Качки з заступником Міністра економіки Республіки Вірменія Арманом Ходжояном та Надзвичайним і Повноважним Послом Республіки Вірменія в Україні Володимиром Карапетяном було висловлено впевненість, що ефективною платформою для поглиблення та визначення перспективних галузей співпраці є проведення Восьмого засідання Міжурядової українсько-вірменської комісії з питань економічного співробітництва. Також планується поглиблення взаємодії у сфері енергоефективності, співробітництва в різних галузях промисловості, розвиток мультимодальних вантажних перевезень, підписання Угоди між компетентними органами Сторін про співробітництво в галузі карантину і захисту рослин.
2 листопада 2021 року Міністр аграрної політики та продовольства України Роман Лещенко провів зустріч з заступником Міністра економіки Республіки Вірменія Арманом Ходжояном. Сторони обговорили широке коло питань, зокрема питання реформування ринку землі, проблемні питання в галузі тваринництва та процеси ідентифікації великої рогатої худоби, а також перспектив двостороннього торговельно-економічного співробітництва. Окрім того, під час зустрічі вірменська сторона виразила зацікавленість у налагодженні співпраці з науковими установами щодо залучення досвіду організації системи селекційної справи. Особливу увагу було приділено виробництву кормів.
16 лютого 2022 року у Києві пройшло установче засідання Українсько-вірменської ділової ради. Ініціаторами її створення виступили Український союз промисловців і підприємців (УСПП) та Союз промисловців Вірменії – за активної підтримки посольств обох держав. Підписантами договору стали також Асоціація українських банків, Будівельна палата України, Укрлегпром, Союз банків Вірменії, Союз будівельників Вірменії, ТПП Вірменії, Асоціації розвитку легкої промисловості Вірменії та ін. З вітальними словами виступили тимчасовий повірений у справах України в Республіці Вірменія Денис Автономов, посол Вірменії в Україні Володимир Карапетян, президент УСПП Анатолій Кінах, президент Союзу промисловців Вірменії Арсен Казарян. Сторони домовилися, що метою діяльності новоствореної ділової ради буде сприяння економічному розвитку та співробітництву між країнами, розвиток приватних та підприємницьких ініціатив. Йдеться і про участь у дво- або багатосторонніх проєктах, а також вироблення рекомендацій урядовим структурам України та Республіки Вірменія з питань стратегії та практичних заходів, необхідних для зміцнення українсько-вірменських ділових відносин.
Раніше вірменська сторона висловила зацікавлення у продукції вітчизняного АПК, причому мова йде не про сировину з низькою доданою вартістю, а оброблену продукцію. Також у Єревані готові співпрацювати щодо перейняття досвіду у галузі будівництва та інфраструктури. Є можливості експортувати туди продукцію транспортного, енергетичного машинобудівного комплексу та ін. Союз банків Вірменії підтвердив свою готовність активно використовувати майданчик двосторонньої ділової ради для розвитку співпраці з українськими фінансовими установами.
Президент союзу банків Вірменії Геворг Мачанян виокремив наступні пріоритетні напрями: встановлення кореспондентських відносин і можливості відкриття відповідних рахунків в банках Вірменії і України, співробітництво між Кредитними бюро, взаємне страхування експортно-імпортних операцій тощо. Президент «Укрмашбуд» Володимир Саченко розповів про вже наявні проєкти і домовленості з Вірменією. Підприємства асоціації встигли модернізувати пивний завод в цій країні, ведуть перемовини по будівництву 2 комплексів щодо вирощування і переробки птиці, постачають упаковку і т.д. Коло таких проєктів може і повинне бути розширене – українські компанії готові запропонувати вигідні умови.
У своєму виступі очільник Будівельної палати Петро Шилюк нагадав про традиційні ділові зв’язки між будівельниками Вірменії та України та підкреслив, що нині відкрилися нові можливості для розширення такої співпраці. Зокрема, за його словами будівельна галузь України, незважаючи на відомі труднощі, переживає період зростання і зацікавлена у притоку нових інвестицій, співробітництва між великими бізнес-структурами, банківськими установами. У зв’язку з збільшенням обсягу житлового будівництва є потреба у поставках сучасних будматеріалів, а також впровадженні новітніх технологій енерго- та ресурсозберігання.
Цілями ділової ради буде сприяння економічному розвитку та співробітництву між країнами, розвиток приватних та підприємницьких ініціатив. Йдеться і про участь у дво- або багатосторонніх проєктах, а також вироблення рекомендацій урядовим структурам України та Республіки Вірменія з питань стратегії та практичних заходів, необхідних для зміцнення українсько-вірменських ділових відносин. Президент УСПП Анатолій Кінах повідомив, що про створення ділової ради будуть офіційно поінформовані Уряд України та Уряд Вірменії, Офіс президента України. Також договір буде незабаром доповнений переліком пріоритетів і спільних заходів на 2022 рік.
Україна експортує до Вірменії металургійні, хімічні, сільськогосподарські, харчовиробничі товари і обладнання, зернові культури, алкогольні напої, автобуси, покришки. Вірменія експортує в Україну електротехнічну продукцію, коньяк, коньячний спирт, соки, томатну пасту, мінеральні води, цигарки, товари сільськогосподарського призначення. У структурі українського експорту послуг до Вірменії домінують: транспортні послуги, послуги у сфері телекомунікації, комп’ютерні та інформаційні послуги, ділові послуги. У структурі імпорту послуг з Вірменії домінують: транспортні послуги, ділові послуги, державні та урядові послуги, послуги, пов’язані з подорожами.
Обсяги товарообігу між Вірменією та Україною:
| Рік  | Імпорт з України у Вірменію, млн дол США | Експорт з Вірменії в Україну, млн дол США |
| 2020 | 126.98                                   | 26.40                                     |
| 2019 | 148.46                                   | 24.61                                     |
| 2018 | 152.47                                   | 18.25                                     |
| 2017 | 114.44                                   | 10.19                                     |

Товарообіг товарами між Україною і Республікою Вірменією за січень-травень 2022 року склав $33,21 млн. та зменшився на 27,7%. Український експорт до Вірменії за відповідний період склав $29,01 млн. та зменшився на 26,5%. Вірменський імпорт до України за відповідний період склав $4,1 млн. та зменшився на 46,4%. Сальдо торгівлі товарами та послугами за відповідний період для України позитивне - $24,81 млн.

## Українці у Вірменії

### Історія українського народу у Вірменії
Докладніше: Українці Вірменії
Українська громада Вірменії почала формуватись в XIX ст. Ще в 1858 році на сучасну територію Республіки Вірменія було переселено з території України близько 150 осіб, де було засновано село Миколаївка (зараз – Амракіц, Степанаванський район). Більшість українців, які на даний час проживають у Вірменії, прибули на її територію в післявоєнний період (1945-1990 рр.), зокрема: спеціалісти з вищою, середньою чи спеціальною освітою – для роботи на промислових підприємствах, медичних та навчальних закладах (переважно жінки). У 2011 році у Вірменії проживало 1176 українців (відповідно до перепису населення 2001 року - 1633 етнічних українців). Для Вірменії характерне дисперсне проживання етнічних українців, що пов’язано з їх малою чисельністю. Однак можна виділити такі міста як Єреван, де проживає більшість етнічних українців, а також Ванадзор, Ґюмрі, Раздан, Іджеван та Севан.
У 1995 році з метою проведення роботи, спрямованої на задоволення потреб вірменського українства, збереження та пропаганду української культури, традицій, звичаїв було створено безпартійну неприбуткову громадську організацію – Федерацію українців Вірменії «Україна», яка є членом Світового Конґресу Українців та Української світової координаційної ради. У 2003 році Федерація була офіційно зареєстрована Міністерством юстиції Республіки Вірменія.
Члени громади активно беруть участь в організації та проведенні урочистих заходів української діаспори. При Федерації створені чотири аматорські колективи, а також молодіжна організація «Українська молодь Вірменії». В рамках української громади функціонують такі аматорські художні колективи: Український хор «Дніпро» (м. Єреван), Ансамбль української пісні «Вербиченька» (м. Ванадзор), Дитячий ансамбль «Дзвіночок» (м. Єреван), Дитячий хореографічний ансамбль «Малятко» (м. Єреван). В 2005 році органами влади м. Єревану було виділено в користування будівлю — Культурний центр національних меншин (адреса: вул. Сарьяна 22, 15 поверх), де українці, як і інші нацменшини Вірменії, мають можливість проводити культурно-освітні заходи. Крім цього українській громаді мерією міста Єревана надано приміщення для проведення зустрічей членів громади та проведення репетицій творчих колективів, де також кожну неділю відбуваються заняття у недільній школі, метою якої є надання членам української громади освітніх послуг з вивчення української мови, літератури, культури, історії та традицій українського народу.
Крім того, ГО Федерація українців Вірменії «Україна» має свій друкований орган – часопис «Дніпро – Славутич», який був заснований у квітні 1997 року і видається за підтримки вірменських урядових структур, виходячи раз на місяць українською та вірменською мовами тиражем 500 екземплярів. Головний редактор – Голова Федерації Анна Арутюнян (Трегуб). Традиційно Федерація відзначає Різдво, Великдень, свято Слов’янської Масниці, Святого Миколая, Шевченківські дні, День Конституції, День Незалежності України. Посольство України в Республіці Вірменія в рамках компетенції надає відповідне сприяння в діяльності Федерації, а також аматорським колективам та проводить спільні заходи.

### Договірно-правова основа відносин України та Вірменії у питанні національних меншин
Українсько-вірменська договірна база у сфері взаємовідносин з національними меншинами відповідає потребам сьогодення. Вірменія є підписантом низки міжнародних договорів та угод про захист прав національних меншин, а також інших документів щодо захисту прав людини:
- Угода між Урядом України та Урядом Республіки Вірменія про трудову діяльність та соціальний захист громадян України та Республіки Вірменія, які працюють за межами своїх держав від 26.04.1996;
- Угода між Урядом України і Урядом Республіки Вірменія про культурне співробітництво від 05.08.1996.
- Угода про співробітництво між Київським Національним Університетом імені Тараса Шевченка та Єреванським Державним Університетом від 22.07.1997;
- Угода між Кабінетом Міністрів України та Урядом Республіки Вірменії про співробітництво у галузі туризму від 19.07.1999;
- Угода між Кабінетом Міністрів України і Урядом Республіки Вірменії про взаємне визнання і еквівалентність документів про освіту і вчені звання від 01.03.2001;
- Договір про партнерство, співробітництво та науковий обмін між Національним технічним університетом України «Київський політехнічний інститут» та Державним інженерним університетом Вірменії від 26.01.2004;[37]

### Науково-освітнє співробітництво України та Вірменії
У Вірменії функціонує створений на базі Єреванської філії Західноукраїнського національного університету Єреванський науково-навчальний інститут (ЄННІ). В ЄННІ, який є єдиним на Південному Кавказі українським вузом, діють стаціонарна і заочна форми навчання. Щороку інститут виділяє безкоштовні місця для громадян Вірменії – етнічних українців.

## Вірмени в Україні
Вірмени здавна проживали на території сучасної України. У 1364 році у Львові був єпархіальний центр вірменів, якому підпорядковувалися парафії Литви, Польщі та Молдови. Вірмени відігравали певну роль в торгівлі, дипломатії, збройовій і ювелірній справах.
У XIX столітті Львів став центром вірменознавчих досліджень Західної України. У 1904 році у Львівському університеті було відкрито кафедру вірменської мови, що існувала до початку Німецько-радянської війни.